# Aristidis Rangawis
Aristidis Rangawis (gr. Αριστίδης Ραγκαβις; ur. 1884, zm. ?) – grecki strzelec, dwukrotny medalista Olimpiady Letniej 1906.
Wziął udział w 5 konkurencjach podczas Olimpiady Letniej 1906. Jest dwukrotnym brązowym medalistą tej imprezy. W pistolecie dowolnym z 25 m wyprzedzili go wyłącznie Maurice Lecoq i Léon Moreaux, zaś w pistolecie dowolnym z 50 m okazał się gorszy od Jeorjosa Orfanidisa i Jeana Fouconniera.

## Wyniki

### Olimpiada Letnia 1906
| Igrzyska   | Konkurencja                              | Wynik    | Miejsce | Źródło |
| ---------- | ---------------------------------------- | -------- | ------- | ------ |
| Ateny 1906 | Pistolet dowolny, 25 m                   | 244 pkt. |         | [ 1 ]  |
| Ateny 1906 | Pistolet dowolny, 50 m                   | 218 pkt. |         | [ 2 ]  |
| Ateny 1906 | Pistolet pojedynkowy, 20 m               | 214 pkt. | 7       | [ 3 ]  |
| Ateny 1906 | Rewolwer wojskowy, 20 m                  | 209 pkt. | 22      | [ 4 ]  |
| Ateny 1906 | Rewolwer wojskowy, 20 m (Gras 1873–1874) | 201 pkt. | 6       | [ 5 ]  |